# 克勞斯蘭丁 (加利福尼亞州)
克勞斯蘭丁（英語：Crows Landing）是位於美國加利福尼亞州斯坦尼斯洛斯縣的一個人口普查指定地區。

## 地理
克勞斯蘭丁的座標為37°23′41″N 121°05′04″W / 37.39472°N 121.08444°W，而該地最高點為海拔高度39米（即128英尺）。

## 人口
根據2010年美國人口普查的數據，克勞斯蘭丁的面積為8.208平方千米，均為陸地。當地共有人口355人，而人口密度為每平方千米43人。